# Krzysztof Penderecki

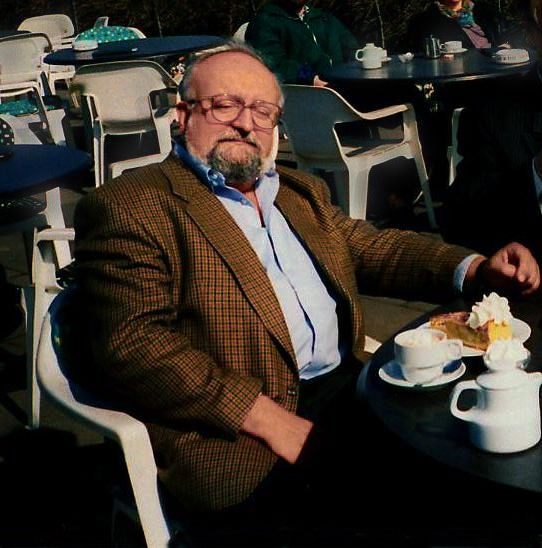
Krzysztof Penderecki

Krzysztof Eugeniusz Penderecki (Dębica, 1933. november 23. – Krakkó, 2020. március 29.) lengyel klasszikus zeneszerző, karmester, a 20. század második felének világhírű alkotója.

## Pályája
Penderecki a délkelet-lengyelországi Debica városában született 1933-ban. Édesapja jogász és lelkes hegedűs volt, fiát már korán megismertette hangszerével, de zongoraleckéket is adott. Bár a kis Krzysztof nagypja után festő szeretett volna lenni és érettségi után filozófiai, művészettörténeti és irodalomtörténeti tanulmányokat is folytatott, diplomát végül mégis zeneszerzésből szerzett a Krakkói Zeneművészeti Főiskolán.
Fiatalon a zenei avantgárd irányzatokhoz csatlakozott, és azok egyik vezére is lett. Korai művein Anton Webern, Pierre Boulez és Igor Sztravinszkij hatása tükröződik. Saját újítása volt a különleges hangzások (zörejek, zajok) belekomponálása darabjaiba. Szélesebb körben a hirosimai áldozatok emlékére készült 1959-es Gyászénekével lett ismert. Az 1960-as években a münsteri katedrális felépítésének kétszázadik évfordulójára írt Lukács Passiójával keltett feltűnést: a vallásos téma szokatlan volt a szocialista országokban. 1967-ben a II. világháborús fogolytáborokban elhunytak emlékére írta Dies Irae című kórusművét, amelyet Auschwitz oratórium néven is számon tartanak. Jeruzsálem alapításának 3000 éves emlékére írta Jeruzsálem hét kapuja című kórusszimfóniáját. 1973 és 2008 között nyolc szimfóniája született, amelyekben a romantikus zene hatása érezhető. 2005-ben fejezte be 8. szimfóniáját, majd később német költők verseit felhasználva dalciklussá bővítette.
Fiatalkori újításai után az 1970-es években visszatért a hagyományosabb formákhoz, amelyeket 1972 után gyakran saját maga vezényelt. Több művét kortárs zenésznek dedikálta. Több egyetemen tanított, és több akadémiától és egyetemtől tiszteletbeli doktori címet kapott. Művészetét díjak sokaságával jutalmazták. 2013-ban a Tarnów melletti Luslawicében 2013-ban egy, az ő nevét viselő zenei központ nyílt, Luslawicében pedig saját maga által tervezett parkot alapított.
Pendericki több alkalommal járt Magyarországon, legutoljára 2016-ban vezényelte saját alkotásait Budapesten, a CAFe Budapest Kortárs Művészeti Fesztivál egyik díszvendégeként. Hosszú és súlyos betegség után hunyt el 86 éves korában 2020-ban. Teljes életműve meghaladja a 120 darabot, beleértve négy operáját és nyolc szimfóniáját.

## Filmzenék
Penderecki maga ugyan nem komponált sok filmzenét, azonban alkotásait – vagy azok egy részét – egészen különböző témakörű filmek is felhasználták. Néhány ezek közül: 
- Katyń
- Az ember gyermeke
- Viharsziget
- Ragyogás
- Az ördögűző
- Veszett a világ
- Inland Empire

## Művei

### Színpadi művek

#### Operák
- The Superhero, gyermekopera (1965)
- Bravest Knight, gyermekopera 3 felvonásban (1965)
- Louduni ördögök (The Devils of Loudun) – Opera három felvonásban (a komponista librettója Aldous Huxley műve, a The Devils of Loudun alapján) (1968-69)
- Paradise Lost (Elveszett paradicsom) – Sacra Rappresentazione két felvonásban (John Milton Elveszett paradicsom című elbeszélő költeménye alapján) (1976-78)
- Czarna maska (Fekete maszk) – Opera egy felvonásban (A szöveget írta Harry Kupfer és Krzysztof Penderecki, Gerhart Hauptmann drámája alapján) (1984-86)
- Ubu Rex – Opera buffa két felvonásban (Librettó: Jerzy Jarocki, Alfred Jarry Übü királya alapján) (1990-91)

### Hangszeres zene

#### Művek zenekarra
- Epitaph Artur Malawski in memoriam, vonószenekarra és timpanira (1958)
- Emanations, két vonószenekarra (1958-59)
- Anaklasis, 42 vonóshangszerre és ütőkre (1959-60)
- Tren Ofiarom Hiroszimy (Gyászének Hiroshima áldozatainak emlékére), 52 vonóshangszerre (1960)
- Polymorphia, 48 vonóshangszerre (1961)
- Canon, 52 vonóshangszerre és két hangszalagra (1962)
- Fluorescences, nagyzenekarra (1962)
- Three Pieces in Old Style, vonószenekarra (1963; A Saragossa kézirat c. filmzenéből)
- De Natura Sonoris I, zenekarra (1966)
- Pittsburgh Overture, fúvószenekarra (1967)
- De Natura Sonoris II, zenekarra (1970-71)
- Action, free-jazz zenekarra (1971)
- Intermezzo, 24 vonóshangszerre (1973)
- Szimfónia [No.1], nagyzenekarra (1973)
- "Przebudzenie Jakuba" (Jákob ébredése) zenekarra (1974)
- Adagietto (a Paradise Lost-ból), vonószenekarra (1979)
- Szimfónia [No.2] ,,karácsonyi", nagyzenekarra (1979-80)
- Szimfónia [No.3]: Passacaglia és Rondo, zenekarra (1988; felhasználva a 3. Szimfóniában [1995])
- Szimfónia [No.4] ,,Adagio", nagyzenekarra (1989)
- Szimfónia [No.5] ,,koreai", nagyzenekarra (1991-92)
- Sinfonietta [No.1], vonószenekarra (1992; a Vonóstrió nyomán)
- Music from 'Ubu Rex', zenekarra (1994)
- Sinfonietta [No.2], klarinétra és vonószenekarra (1994; a Klarinétkvartett nyomán)
- Szimfónia [No.3], nagyzenekarra (1988-95)
- Szimfónia [No.7] ,,Jeruzsálem hét kapuja", énekhangokra, kórusra, orgonára és nagyzenekarra (1996)
- Szerenád, vonószenekarra (1996-97)
- De profundis, vonószenekarra (1997; a 7. szimfóniából)
- Szimfónia [No.8] ,,Lieder der Vergänglichkeit", énekhangokra, kórusra és zenekarra (2004-05; új tételekkel kiegészítve: 2008)
- Chaconne, vonószenekarra (2005)
- Adagio, vonószenekarra (2012; átirat a 3. szimfóniából)
- De Natura Sonoris III, nagyzenekarra (2012)
- Sinfonietta [No.3], vonószenekarra (2012; a 3. vonósnégyes nyomán)
- Polonaise, zenekarra (2015)
- Agnus Dei, vonószenekarra (2016; átirat a Missa brevisből)
- Szimfónia [No.6] ,,Kínai dalok", baritonhangra és kiszenekarra (2008-2017)
- Polonaise, zenekarra (2018)

Művek szólóhangszerre és zenekarra
- Fonogrammi, fuvolára és kamarazenekarra (1961)
- Sonata, csellóra és zenekarra (1963-64)
- Capriccio, oboára és 11 vonóshangszerre (1965)
- Capriccio, hegedűre és zenekarra (1967)
- Csellóverseny [No.1], csellóra és zenekarra (1972)
- Partita [1. verzió], csembalóra, elektromos gitárra, basszusgitárra, nagybőgőre és kamaraegyüttesre (1972)
- Hegedűverseny [No.1], hegedűre és nagyzenekarra (1976-77)
- Csellóverseny [No.2], csellóra és zenekarra (1982)
- Brácsaverseny, brácsára és zenekarra (1982-83; később számos hangszerre átdolgozva)
- Csellóverseny, csellóra és zenekarra (1983; a Brácsaverseny nyomán)
- Partita [2. változat] (1991)
- Fuvolaverseny, fuvolára és kamarazenekarra (1992)
- Hegedűverseny [No.2] ,,Metamorphosen", hegedűre és nagyzenekarra (1992-95)
- Klarinétverseny, klarinétra és zenekarra (1995; a Fuvolaverseny nyomán)
- Klarinétverseny, klarinétra és zenekarra (1996; a Brácsaverseny nyomán)
- Music, fuvolára, marimbára és vonószenekarra (2000; a 3. szimfónia adagiójának átirata)
- Concerto Grosso [No.1], három csellóre és nagyzenekarra (2000-01)
- Zongoraverseny ,,Resurrection", zongorára és nagy zenekarra (2001-02; rev.: 2007)
- Largo, csellóra és nagyzenekarra (2003)
- Concerto Grosso [No.2], öt klarinétra és zenekarra (2004)
- Adagietto (a Paradise Lost-ból), angolkürtre és vonószenekarra (2006)
- Kürtverseny ,,Winterreise", kürtre és nagyzenekarra (2007-08; rev.: 2009)
- Concerto doppio, hegedűre, brácsára és zenekarra (2012)
- Concertino, trombitára és zenekarra (2015)

#### Alkalmi művek fúvószenekarra/fúvósegyüttesre
- Prélude rézfúvósokra, ütőhangszerekre és nagybőgőre (1971)
- Entrata, brass együttesre és timpanira (1994)
- Burlesque Suite from 'Ubu Rex', fúvószenekarra (1995)
- Luzerner Fanfare, 8 trombitára és timpanira (1998)
- Fanfarria Real, zenekarra (2003)
- Lichen-Fanfare, fúvósokra (2005)
- Danzinger Fanfare, brass együttesre és timpanira (2008)
- Prelude for Peace, brass együttesre és timpanira (2009)
- Stettiner Fanfare, brass együttesre (2014)
- Fanfare for the Indipendend Poland, 7 rézfúvósra és timpanira (2018)

#### Kamarazene
- Szonáta [No.1], hegedűre és zongorára (1953)
- Misterioso, fuvolára és zongorára (1954 vagy 1955)
- Három miniatűr, klarinétra és zongorára (1956)
- Három miniatűr, hegedűre és zongorára (1959)
- Vonósnégyes [No.1] (1960)
- Capriccio per Siegfried Palm, szólócsellóra (1968)
- Vonósnégyes [No.2] (1968)
- Capriccio, szólótubára (1980)
- Quartett, négy hegedűre (1980; elveszett)
- Cadenza, szólóbrácsára (1984)
- Per slava, szólócsellóra (1985-86)
- Prelude, szólóklarinétra (1987)
- Der unterbrochene Gedanke vonódnégyesre (1988)
- Vonóstrió (1990-91)
- Kvartett, klarinétra, hegedűre, brácsára és csellóra (1993)
- Vivace, fagottra (vagy basszusklarinétra) és dobra (1994)
- Divertimento, szólócsellóra (1994)
- Szonáta [No.2], hegedűre és zongorára (1999)
- Sextett hegedűre, brácsára, csellóra, klarinétra, kürtre és zongorára (2000)
- Sarabande, szólóbrácsára (2000)
- Agnus Dei, nyolc csellóra (2007; a Lengyel Requiemből)
- Serenata, három csellóra (2008)
- Vonósnégyes [No.3] (2008)
- Capriccio, szólóhegedűre (2008)
- Tanz, szólóhegedűre (2009)
- Duo concertante, hegedűre és nagybőgőre (2010)
- Violoncello totale, szólócsellóra (2011)
- Capriccio per Radovan, szólókürtre (2012)
- Szvit, szólócsellóra (2013)
- La Follia, szólóhegedűre (2013)
- Vonósötös (2013; a 3. vonósnégyes nyomán)
- Aria e cadenza, gitárra (2015; a Szvit szólócsellóra c. műből)
- Vonósnégyes [No.4] (2016)

Billentyűs művek
- Mensura sortis, két zongorára (1963; visszavonva)
- De rebus sonoribus, csembalóra (1965; kiadatlan)
- Partita (1972, 1991; lásd: Művek szólóhangszerre és zenekarra)
- Zongoraverseny (2001-02; lásd: Művek szólóhangszerre és zenekarra)

#### Elektronikus kompozíciók
- Psalmus 1961 (1961)
- Canon, 52 vonóshangszerre és 2 hangszalagra (1962; lásd: zenekari művei is)
- Brigade of Death, hangszalagra (1963)
- Ekecheiria – Zene hangszalagra a XX. olimpiai játékokra [1. verzió] (1972)
- Aulodia, hangszalagra (1972)
- Ekecheiria – Zene hangszalagra a XX. olimpiai játékokra [2. verzió] (1972)

### Vokális zene

#### Kompozíciók a capella kórusra
- Stabat mater, a capella kórusra (1962; zenéje később felhasználva a Lukács Passióban)
- Miserere a Lukács passióból fiúkarra ad lib. és három a capella vegyeskarra (1965)
- In Pulverem Mortis a Lukács passióból három a capella vegyeskarra (1965)
- Ecloga VIII (Vergili "Bucolica") (Vergilius VIII. eclogája) 6 a capella hangra (1972)
- Sicut locutus est (a Magnificatból), a capella kórusra (1974)
- Agnus Dei, a capella vegyeskarra (1981; felhasználva a Lengyel Requiemben)
- Songs of the Cherubim, a capella kórusra (1986)
- Veni Crator, a capella kórusra (1987)
- Benedictum Dominum, a capella kórusra (1992)
- Benedicamus Domino, a capella kórusra (1992)
- 130. zsoltár, a capella kórusra (1996, rev.: 2013)
- Benedictus, a capella kórusra (2002; felhasználva a Missa brevisben [2013])
- Sanctus, a capella kórusra (2008; felhasználva a Missa brevisben [2013])
- The Speckled Duck, a capella kórusra (2009)
- Gloriosa virginum, a capella kórusra (2009)
- The Tomb of Potocka, a capella kórusra (2010)
- Missa brevis, a capella kórusra (2013)
- Recordare (a Dies illából), a capella kórusra (2014)
- Quid sum miser (a Dies illából), a capella kórusra (2014)
- Polish Carol, a capella kórusra (2015)
- Domine quid multiplicati sunt, a capella kórusra (2015)

#### Művek kórusra és zenekarra
- Psalmy Dawida (Dávid zsoltárai) vegyeskarra és húros hangszerekre (XXVIII., XXX., XLIII., és CXLIII. zsoltár) (1958)
- Strofy (Strófák) szopránra, elbeszélőre és 10 hangszerre Menandrosz, Szophoklész és mások szövegére (1959)
- Dimension of Time and Silence, kórusra, ütőhangszerekre és vonósokra (1959-60)
- Cantata in honorem Almae Matris Universitatis Iagellonicae sescentos abhinc annos fundatae két vegyeskarra és zenekarra (1964)
- Passio Et Mors Domini Nostri Jesu Christi Secundum Lucam (Lukács passió) szopránra, baritonra, basszusra, elbeszélőre, fiukórusra, három karra és zenekarra (1965-66)
- Dies Irae – Oratorium ob memoriam in perniciei castris in Oświęcim necatorum inexstinguibilem reddendam szopránra, tenorra, basszusra, vegyeskarra és zenekarra: I. Lamentatio, II. Apocalypsis III. Apotheosis (Auschwitz-Oratorium) (1967)
- Utrenja I (Laudes – sírba helyezés) szólistákra (szoprán, alt, tenor, basszus, basso profondo), két vegyeskarra és zenekarra (1969-70)
- Kosmogonia szólistákra (szoprán, tenor, basszus), vegyeskarra és zenekarra (1970-71)
- Utrenja II (Feltámadás) szólistákra (szoprán, alt, tenor, basszus, basso profondo), két vegyeskarra és zenekarra (1970-71)
- Canticum Canticorum Salomonis tizenhattagú vegyeskarra, kamarazenekarra és táncospárra (ad lib.) (1970-73)
- Magnificat szóló basszusra, vokális együttesre, két vegyeskarra, fiú énekesekre és zenekarra (1973-74)
- Prelude, Vision and Finale (az Elveszett paradicsomból) (1979)
- Te Deum négy szóló énekhangra (szoprán, mezzoszoprán, tenor, basszus), két vegyeskarra és zenekarra (1979-80)
- Lacrimosa [No.1], szopránhangra, kórusra és zenekarra (1980; felhasználva a Lengyel Requiemben)
- Recordare, énekhangokra, kórusra és zenekarra (1983; felhasználva a Lengyel Requiemben)
- Polskie Requiem (Lengyel rekviem) négy szóló énekhangra, vegyeskarra és zenekarra (1984)
- Két jelenet és finale A fekete maszk (The Black Mask) c. operából (1988)
- Sanctus, énekhangokra, kórusra és zenekarra (1993; a Lengyel Requiemből)
- Agnus Dei, énekhangokra, kórusra és zenekarra (1995)
- Hymne an den heiligen Daniel, kórusra és zenekarra (1997)
- Hymne an den heiligen Adalbert, kórusra és zenekarra (1997)
- Credo, énekhangokra, kórusra és zenekarra (1997-98)
- Szvit az Elveszett paradicsom c. operából, énekhangokra, kórusra és zenekarra (2000)
- Három kínai dal, baritonhangra és kiszenekarra (2008; felhasználva a 6. szimfóniában)
- Kaddish, énekhangokra, narrátorra, kórusra és zenekarra (2010)
- A sea of dreams did breathe on me... (Az álmodozás és nosztalgia dalai), énekhangokra, kórusra és zenekarra (2010)
- ,,Ein feste Burg inst unser Gott”, kórusra, brass együttesre és vonószenekarra (2010)
- Dies illa, énekhangokra, kórusra és zenekarra (2014)
- Lacrimosa [No.2], szopránhangra, kórusra és kiszenekarra (2018)

Énekhangra és zongorára (vagy más hangszerre)
- Request for the Joyous Islands, énekhangra és zongorára (1954-55 körül)
- Asking for Happy Isles, énekhangra és zongorára (1954-55 körül)
- The Sky at Night, énekhangra és zongorára (1955)
- Silence, énekhangra és zongorára (1955)
- Breath of Night, énekhangra és zongorára (1958)
- Arfican Lyrics, énekhangra és zongorára (1960)
- Funeral Song, énekhangra és zongorára (1964)
- Were You a Dream, énekhangra és zongorára (1981)
- How Will I Calm Myself, énekhangra, brácsára és csellóra (2001)
- Lied, énekhangra és zongorára (2001)

Kadenciák
- Kadenciák Haydn Trombitaversenyéhez (1999)
- Kadencia Bach 3. Brandenburgi versenyéhez (2007)

Ismeretlen sorsú munkák (válogatás időrendben)
- Szonáta, hegedűre és zongorára (1953; nem azonos a Szonáta [No.1], hegedűre és zongorára c. művel!)
- Symphonic Scherzo, zenekarra (1953-55 körül; kiadatlan)
- Miniatűrök fuvolára (1953-54 körül; kiadatlan)
- Due capricci, szólóhegedűre (1954)
- Overture, zenekarra (1956-57; kiadatlan)
- Vonósnégyes (1956-57; kiadatlan)
- Concerto, hegedűre és nagyzenekarra (1962-63; visszavonva)
- Mensura sortis, két zongorára (1963; visszavonva) [lásd: Billentyűs művek]
- De rebus sonoribus, csembalóra (1965; kiadatlan) [lásd: Billentyűs művek]
- Concerto, violino grandéra és zenekarra (1966-67; visszavonva; anyaga felhasználva a Csellóverseny No.1 [1972] c. műben)
- Szimfónia [No.6] (énekhangokra és zenekarra?) (1992 körül; vázlatok; a későbbi 6. szimfónia (2008-2017) teljesen új mű)
- Phaedra, énekhangokra, kórusra és zenekarra (2002-2003; befejezetlen [?])
- Phaedra, opera (2014 – befejezetlen, előadatlan)
- Budapest '56 – Requiem, énekhangokra, narrátorra és zenekarra (2015 – befejezetlen [?])
- Szimfónia [No.9], zenekarra [?] (2018 – 2020; csak vázlatok [?])

Film-és kísérőzenék
- The Magic Jug, music for puppet theater (1957)
- Adventures of the Warsaw Bear, music for puppet theater (1958)
- The Bird’s Milk, music for puppet theater (1958)
- Diamond Dew, music for puppet theater (1958)
- Little Tommy Tiptoe, music for puppet theater (1958)
- The Shoemaker’s Twine, music for puppet theater (1958)
- The Swineherd, music for puppet theater (1958)
- Zwyrtala the Musician, or How the Mountaineer Reached Home, music for puppet theater (1958)
- Legend of Bulandra the Miner, music for puppet theater (1959)
- The Crimson Dress, music for puppet theater (1959)
- Grandfather’s Wink, music for puppet theater (1959)
- Legend of Bulandra the Miner (II), music for puppet theater (1959)
- The Master’s Children, music for puppet theater (1959)
- The Most Valian Knight, music for puppet theater (1959)
- The Spider, music for puppet theater (1959)
- About the Grinder and the Kantel’s Miraculous Lute, music for puppet theater (1960)
- Concert at Wawel, music for puppet theater (1960)

- Forms, music for puppet theater (1960)
- Juggler Wearing a Crown, music for puppet theater (1960)
- Mr. Trumpet, music for puppet theater (1960)

- Professor Serduczko, music for puppet theater (1960)
- Silver Adventure, music for puppet theater (1960)
- Tower Clock, short-film music (1960)
- The Trap, short-film music (1960)
- The War Is Never Over, short-film music for jazz ensemble and electronic sounds (1960)
- The Brothers Karamazov, film music (1961)

- Balloons, short.film electronic music (1961)
- Enemy in the Glass, short.film electronic music (1961)
- The General and the Fly, short.film electronic music (1961)
- How Little Hanna Came to an Agreement with the Near, music for puppet theater (1961)
- Little Tiger, music for puppet theater (1961)
- Meeting with a Monster, short.film electronic music (1961)
- The Pocketknife, short.film electronic music (1961)
- Song of the Fox, music for the puppet theater (1961)
- Tour of the Cosmos, short.film electronic music (1961)

- Achilles and the Young Ladies, music for puppet theater (1962)
- Bitterness, short-film electronic music (1962)
- Don Yuan, short-film music (1962)
- Mr. Twardowski, music for puppet theater (1962)
- Nal and Damayanti, music for puppet theater (1962)
- Pinocchio, music for puppet theater (1962)
- Roland the Mad, music for puppet theater (1962)
- The Snow Queen, music for puppet theater (1962)
- Uninhabited Planet, short-film music (1962)

- Adventures of the Frog, short-film music (1963)
- Adventures of the Little Screws, electronic music to the puppet theater (1963)
- The Saragossa Manuscript, electronic music for a radio play (1963)
- Brothers Kamarazov, music for theater (1963)
- The Caffee Grinder, short-film music (1963)
- Forefathers, music for theater (1963)

- The Kidnapping, short-film music (1963)
- King Midas, short-film music (1963)
- The Loitering Fox, music for puppet theater (1963)
- Star Child, music for puppet theater (1963)
- Timothy the Bear, Rim-cím-ci!, music for puppet theater (1963)
- The Blacksmith, music for puppet theater (1964)
- For Whom the Bell Tolls, music for theater (1964)
- I Come to Tell a Story, music for theater (1964)
- Mother, music for theater (1964)
- Polish Ballad, music for theater (1964)
- The Saragossa manuscript, feature-filmelectronic music (1964)
- Ubu Roi, incidental music for puppet theater (1964)
- The Famous Story about Troilus and Cressida, music for theater (1965)
- He Left Home, electronic music for theater (1965)
- The Magic Grinder, music for puppet theater (1965)
- The Magic of Circles, short-film electronic music (1965)
- Sport Etudes, short-film music (1965)

- Sweet Rhythms, short-film electronic music (1965)
- Ungodly Comedy, incidental music (1965)
- The Bells Are Tolling, film music (1966)
- Codes, film music (1966)
- Descent to Hell, film music (1966)
- Legend of the Fice Brothers, music for Puppet Theater (1967)
- Je t’aime, je t’aime, electronic music for feature film (1968)

- Az ördögűző William Friedkin rendezésében, filmzene (1973)
- Ragyogás Stanley Kubrick rendezésében, filmzene (1980)
- Katyń Andrzej Wajda rendezésében, filmzene (2007)

## Hangfelvételek
- Hirosima, – Youtube.com, Közzététel: 2009. júl. 5.
- Elveszett Paradicsom, – Youtube.com, Közzététel: ?
- Kosmogonia, – Youtube.com, Közzététel: ?
- Te Deum, – Youtube.com, Közzététel: 2015. szept. 30.
- Dies illa, – Youtube.com, Közzététel: 2019. okt. 5.
- Polymorphia, – Youtube.com, Közzététel: 2013. dec. 4.
- 1. szimfónia, – Youtube.com, Közzététel: 2015. szept. 18.
- 2. szimfónia „Karácsonyi szimfónia”, – Youtube.com, Közzététel: ?
- 3. szimfónia, – Youtube.com, Közzététel: 2015. jún. 4.
- 4. szimfónia, – Youtube.com, Közzététel: 2012. jún. 2.
- 5. szimfónia „Koreai szimfónia”, – Youtube.com, Közzététel: 2016. jún. 12.
- 6. szimfónia „Kínai költemények” I., II., III., IV., V., VI., VII., VIII., – Youtube.com, Közzététel: 2020. márc. 19.
- 7. szimfónia „Jeruzsálem kapui”, – Youtube.com, Közzététel: 2013. okt. 12.
- 8. szimfónia (A), (B), – Youtube.com, Közzététel: ?
- Agnus Dei, – Youtube.com, Közzététel: 2016. jún. 16.
- Lukács passió, – Youtube.com, Közzététel: ?
- De Natura Sonoris I., – Youtube.com, Közzététel: 2014. szept. 24.
- De Natura Sonoris II., – Youtube.com, Közzététel: 2014. szept. 24.

## Fordítás
- Ez a szócikk részben vagy egészben  a   Krzysztof Penderecki című lengyel Wikipédia-szócikk fordításán alapul.  Az eredeti cikk szerkesztőit annak laptörténete sorolja fel. Ez a jelzés csupán a megfogalmazás eredetét és a szerzői jogokat jelzi, nem szolgál a cikkben szereplő információk forrásmegjelöléseként.